# Dan bez umjetnosti
Dan bez umjetnosti, originalno: Day With(out) Art ili kratko DWA, godišnji je događaj na kojem umjetničke institucije i druge organizacije organiziraju programe za podizanje svijesti o AIDS-u, sjećanje na umrle osobe i poticanje pozitivnih akcija. Pokrenut 1988. od strane VisualAIDS-a iz New Yorka (NYC), danas je globalni događaj.

## Povijest
Obilježavanje Dana bez umjetnosti započelo je 1. prosinca 1989. kao nacionalni dan akcije i žalosti kao odgovor na krizu AIDS-a, koja je uvelike pogodila umjetničku zajednicu. Jane Alexander, predsjednica američke Nacionalne zaklade za umjetnost 1993., opisuje taj dan kao "moćan simbol razornog učinka AIDS-a na umjetničku zajednicu. Ovaj dan jača vitalnost i moć koju umjetnost donosi u naš svakodnevni život pokazujući kako odsutnost umjetnosti ostavlja prazninu duha." Taj se dan poklapa sa Svjetskim danom borbe protiv AIDS-a, koji je započeo godinu prije 1988. godine. Kako bi  osvijestili javnost da AIDS može pogoditi svakoga i kako bi potaknuli pozitivno djelovanje, oko 800 američkih umjetničkih i AIDS grupa sudjelovalo je u prvom Danu bez umjetnosti, zatvarajući muzeje, slanjem osoblja da volontira u službama za borbu protiv AIDS-a ili sponzorirajući posebne izložbe radova o AIDS-u. Od tada je Day With(out) Art prerastao u zajednički projekt u kojem sudjeluje oko 8000  međunarodnih muzeja, galerija, umjetničkih centara, organizacija za AIDS, knjižnica, srednjih škola i fakulteta.
Memorijal je inicirala njujorška grupa pod nazivom "Visual AIDS", koja je potaknula javne akcije i programe, objavila godišnji plakat i reklame bez autorskih prava, te bila koordinatorica za medije i informativna kuća za projekte za Dan bez umjetnosti/ Svjetski dan borbe protiv AIDS-a. Godine 1997. predloženo je da Dan bez umjetnosti postane Dan s umjetnošću, kako bi se prepoznalo i promoviralo povećano programiranje kulturnih događaja koji skreću pozornost na nastavak pandemije. Iako je "ime zadržano kao metafora za jezivu mogućnost budućeg dana bez umjetnosti ili umjetnika", dodali smo zagrade u naslov programa, Dan sa(/bez) umjetnosti, kako bismo istaknuli proaktivno programiranje umjetničkih projekata umjetnika koji žive s HIV/AIDS i umjetnost o AIDS-u koji su se odvijali diljem svijeta. Postalo je jasno da su aktivne intervencije unutar godišnjeg programa daleko učinkovitije od akcija za negiranje ili smanjenje programa kulturnih centara. Godine 2014. umjetnički kolektiv iz Los Angelesa, My Barbarian, postavio je video performans u sjećanje na Pedra Zamoru, inspiriran queer teoretičarem, Joséa Estebana Muñoza i njegovom teorijom kontrajavnosti.

## Muzej moderne umjetnosti
1991. godine Muzej moderne umjetnosti (MOMA) ugostio je izložbu pod nazivom "Prostor bez umjetnosti" kako bi pridonio pokretu Dan bez umjetnosti u nastojanju da se oda počast umjetnicima izgubljenim u aktualnoj epidemiji HIV-a/AIDS-a. Izložba je sadržavala prazne okvire koji bi sadržavali crteže ili fotografije, platna koja su bila rastegnuta i neiskorištena, gole baze skulptura te 28 filmova i videa koji su pokrivali teme poput sigurnog seksa i općih informacija o virusu. Uz sve to, svakih deset minuta zvonilo je zvono koje je simboliziralo još jednu smrt od HIV/AIDS-a.
Značaj izložbe bio je pokazati kako je umjetnička zajednica pogođena epidemijom i potaknuti promatrače da sudjeluju u borbi za promjene. Čin prazne izložbe odavalo je čast radu koji je mogao biti proizveden, ali nije zbog eksponencijalnih smrti uzrokovanih virusom. Zvono koje je zvonilo svakih deset minuta poticalo je gledatelje da se prisjete koliko je često izgubljen život i kako je taj život mogao biti jedan od umjetnika u praznoj galeriji.

## Solomon R. Guggenheim Muzej
1989. godine Muzej Solomona R. Guggenheima sudjelovao je u Danu bez umjetnosti postavljajući veliku crnu lentu preko tijela zgrade. Služio je kao sjećanje na umjetnike koji su živjeli s HIV/AIDS-om ili su umrli od njega. Veliko krilo usporedilo se s grobnim pokrovom ili intervencijom koja je potaknula one koji su ulazili u muzej da se podsjete na stalnu epidemiju koja pogađa tisuće različitih ljudi.

## Novi Zeland
Prva izložba Dan bez umjetnosti održana na Novom Zelandu otvorena je 1. prosinca 1995. u Southland muzeju i umjetničkoj galeriji. Kustos je Wayne P. Marriott, a instalaciju su izveli Daniel McKnight, Vicky Byrne i Marriott. Godine 1996. Muzej i umjetnička galerija Southland nagrađeni su medijskom nagradom New Zealand AIDS Foundation za svoj rad na promicanju boljeg razumijevanja utjecaja HIV-a/AIDS-a na širu zajednicu. Muzej je nastavio s godišnjom izložbom Dan bez umjetnosti do 1999. godine. 

## 2020 online uživo iz New Yorka i drugdje
U 2020. godini, zbog pandemije, VisualAIDS je organizirao online programiranje u kojem su naručeni različiti video radovi iz različitih dijelova svijeta i razgovori s autorima. Programiranje je rađeno na više jezika i u New Yorku-u i diljem svijeta u različito vrijeme u različitim vremenskim zonama s različitim partnerskim organizacijama.